# Sljudjanka
Sljudjanka (russisch Слюдянка) ist eine Stadt in der Oblast Irkutsk (Russland) mit ≈17.900 Einwohnern (Stand 2025).

## Geographie
Die Stadt liegt am Südufer des Baikalsees, nördlich des Chamar-Daban, etwa 125 km südlich der Oblasthauptstadt Irkutsk.
Die Stadt Sljudjanka ist Verwaltungszentrum des gleichnamigen Rajons.
Sljudjanka liegt an der Transsibirischen Eisenbahn. Hier gibt es die zwei Stationen Sljudjanka-II (Streckenkilometer 5306 ab Moskau, Abzweig der alten Baikalbahn) und Sljudjanka-I (Kilometer 5311). Zudem liegt die Stadt an der Fernstraße M55 Irkutsk – Tschita.

## Geologie
Der Baikalsee liegt am Nordrand des zentralasiatischen Orogengürtels (CAOB, Central Asian Orogenic Belt), der den Sibirischen Kraton (Sibiria) im Norden vom Nordchinakraton und dem Tarim-Kraton im Süden trennt. Dieser Orogengürtel erstreckt sich vom Ural durch Kasachstan, Nordwest-China, die Mongolei nach Südsibirien und Nordostchina bis zum Ochotskischen Meer.
Im östliche Teil besteht der Orogengürtel aus mehreren Mikrokontinenten, die zusammen mit marinen Sedimenten, Vulkaniten aktiver Kontinentalränder und granitischen Intrusionen zu einer komplexen tektonischen Kollage zusammengeschoben worden sind. Bei den Gesteinen des Sljudjanka-Kristallinkomplexes im Chamar-Daban-Gebirges am Südende des Baikalsees handelt es sich vorwiegend um granulithfazielle Metasedimente, Marmore, Kalksilikatfelse, Hornblende-Pyroxen-Schiefer, verschiedene Paragneise (z. B. Granat-Biotit-Sillimanit, Biotit-Granat-Hercynit-Cordierit, Biotit-2-Pyroxen-Gneise) der Sljudjanka-Serie sowie kalkige Diopsid-Schiefer, Gneise, Metapelite und Marmore der Khangarulskaya-Serie.
Die Region um Sljudjanka ist sehr reich an Mineralen und hier liegen die Typlokalitäten von aktuell (2024) 20 Mineralen.

### Pokhabikha-Tal
Das Tal des Flusses Pokhabikha südwestlich von Sljudjanka ist die Typlokalität von Chromphyllit, der hier zusammen mit Chromit, Dravit, Eskolait, chromhaltigen Muskovit, Phlogopit, Quarz und Uwarowit auftritt.

### Pereval-Marmorsteinbruch
Die Quarzite des Pereval Marmorsteinbruchs südlich von Sljudjanka führen zahlreiche seltene Chrom- und Vanadium-Minerale und sind die Typlokalität von 11 Mineralen: Batisivit, Chromo-Alumino-Povondrait, Cuprokalininit, Florensovit, Kalininit, Magnesiocoulsonit, Natalyit, Oxy-Chrom-Dravit, Vanadio-Oxy-Chrom-Dravit, Vanadio-Oxy-Dravit, Vanadio-Pargasit.

### Malo-Bystrinskoe
Der magnesiumreiche Skarn des Lasulit-Steinbruchs im Malo-Bystrinskoe Tal ist die Typlokalität von Bystrit, Lasurit, Slyudyankait, Sulfhydrylbystrit und Tounkit.

### Tultui Lasurit-Vorkommen
Die Tultui Lasurit-Lagerstätte ist bereits seit Mitte des 19. Jahrhunderts bekannt. Lasurit tritt hier in silikatischer Matrix auf und diese Fundstelle ist die Typlokalität von Vladimirivanovit.

## Geschichte
Als  der Abbau von Glimmer im 17. Jahrhundert am Südwestufer des Baikals begonnen wurde, entstanden hier erste kleine Ansiedlungen. Der Glimmer, russisch sljuda, gab auch dem hier in den See mündenden Flüsschen Sljudjanka den Namen.
Als 1905 die Baikalbahn (auch Baikalrundbahn genannt) als letztes Teilstück der Transsibirischen Eisenbahn fertiggestellt wurde, gab man Station und zugehöriger neuer Siedlung den gleichen Namen.
1936 erhielt der Ort Stadtrecht.

### Bevölkerungsentwicklung
| Jahr | Einwohner |
| ---- | --------- |
| 1939 | 12.380    |
| 1959 | 21.388    |
| 1970 | 20.639    |
| 1979 | 19.804    |
| 1989 | 19.872    |
| 2002 | 19.118    |
| 2010 | 18.574    |

Anmerkung: Volkszählungsdaten

## Kultur und Sehenswürdigkeiten
Sljudjanka ist touristisches Zentrum für den Südwestteil des Baikalsees, Ausgangspunkt für den Besuch des westlichen Chamar-Daban und des Südostteils des Ostsajan sowie der alten Baikalbahn, welche bei der nahen Siedlung Kultuk in Richtung Port Baikal/ Listwjanka von der heutigen Transsib-Strecke abzweigt und ein bedeutendes ingenieurtechnisches Baudenkmal darstellt.
Im Ort selbst gibt es das mineralogische Museum Schmucksteine des Baikal (Samozwety Baikala).

## Wirtschaft
In Sljudjanka gibt es mehrere Betriebe der Baumaterialienwirtschaft (Zementrohstoffe u. a.), außerdem eine Fischfabrik und Betriebe des Eisenbahnverkehrs. In den Bergen südlich des Ortes werden Glimmer und Marmor abgebaut.

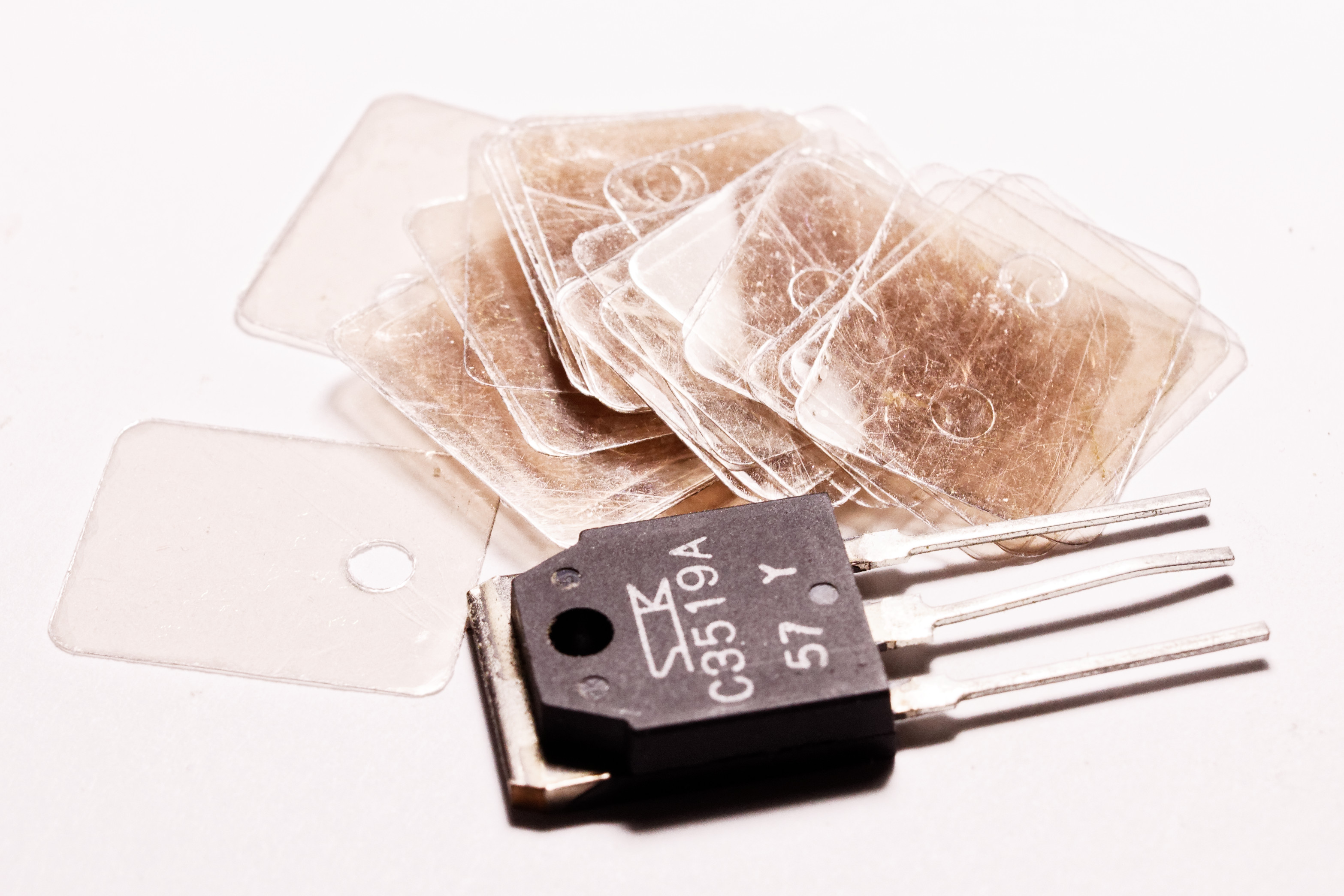
Verwendung von Glimmer für Transistoren

Die gefährlichen und gesundheitsschädlichen Arbeiten wurden oft von Zwangsarbeitern der Straflager in der Umgebung erledigt. In Sljudjanka selbst gab es ein Lager für rund 1500 Frauen mit Kleinkindern bis zu zwei Jahren, die Gefängnisuniformen nähen mussten. Die 1600 Männer aus einem zweiten Lager in Sljudjanka wurden zur Arbeit in den Glimmerminen der Umgebung gezwungen.
Im nahegelegenen Kuz’mikha gab es ein Lager für 700 bis 800 Frauen, die durch die schwere Arbeit in anderen Lagern weitgehend arbeitsunfähig geworden waren. Hier mussten sie in Handarbeit Glimmer in dünne Plättchen spalten, die in der Elektroindustrie für Kondensatoren und Transistoren vor allem das Militär benötigt wurden. Die gleiche Zwangsarbeit mussten männliche Invaliden leisten, die in einem Lager in Mel’nikovo nahe Irkutsk ihrer letzten Verwertung zugeführt wurden.

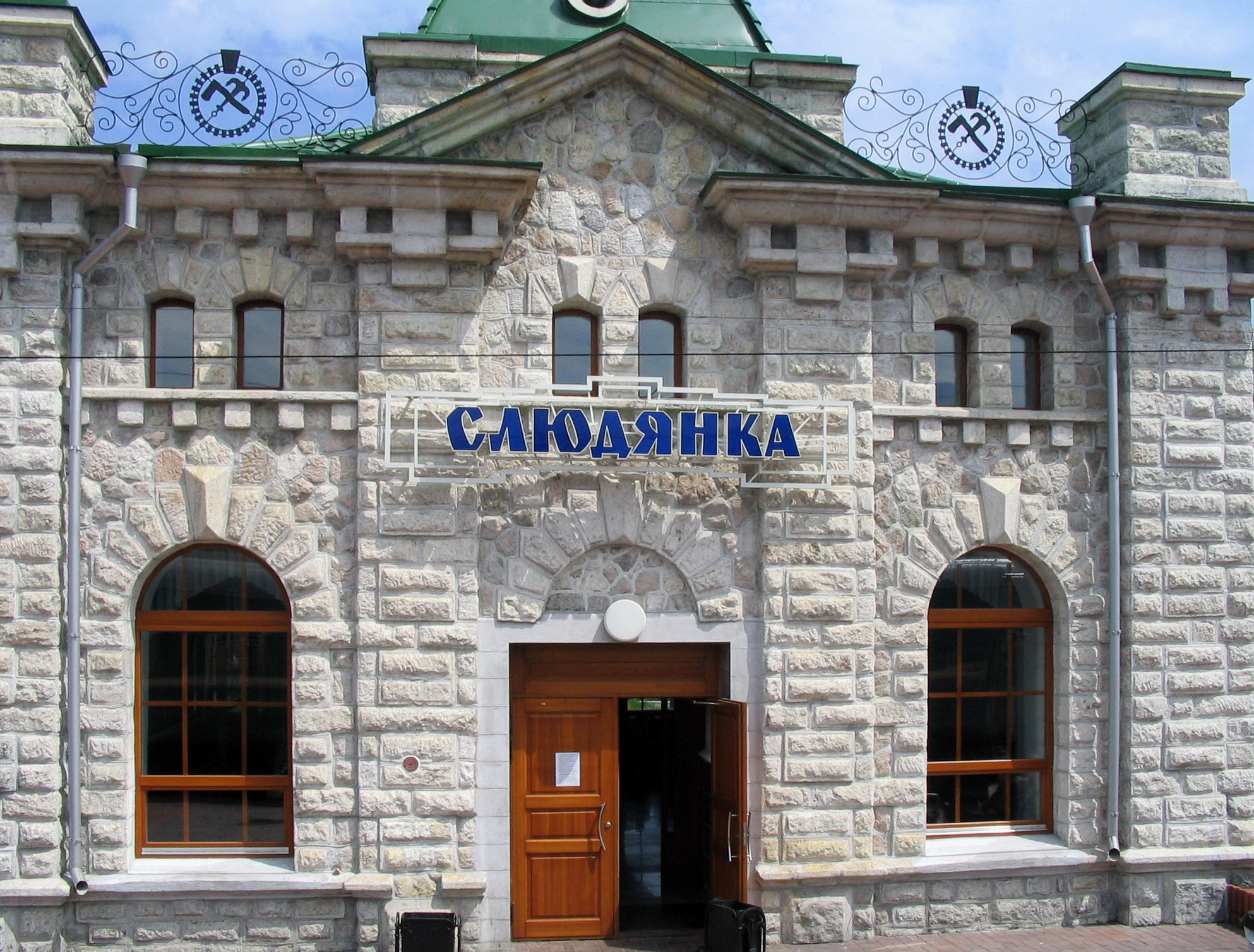
Marmorverkleidetes Bahnhofsgebäude Sljudjanka-I

Ein weiteres Straflager für männliche Gefangene in Pereval versorgte die umliegenden Marmorsteinbrüche mit 1500 bis 1600 Zwangsarbeitern. Der Bahnhof von Sljudjanka wurde mit diesem regionalen Marmor verkleidet. Die rund 1000 Gefangenen in Kultuk wurden für militärische Bauprojekte eingesetzt. In der weiteren Umgebung des Baikalsees gab es noch zahllose weitere Arbeitslager, deren Insassen in der holzverarbeitenden Industrie, Bauwirtschaft, im Bergbau, Straßen- und Gleisbau, Chemieindustrie und vielem mehr eingesetzt wurden. Viele Lager sind wohl nur dem KGB und dem sowjetischen Innenministerium bekannt. Schätzungen gehen von rund 100.000 Gefangenen in dieser Region aus.

## Söhne und Töchter der Stadt
- Ljudmila Rapazkaja (* 1945), Musikwissenschaftlerin, Kulturologin und Hochschullehrerin